# 31 de juliol
El 31 de juliol és el dos-cents dotzè dia de l'any del calendari gregorià i el dos-cents tretzè en els anys de traspàs. Queden 153 dies per a finalitzar l'any.

## Esdeveniments
Països Catalans
- 1982 - Vilafranca del Penedès: Els Castellers de Barcelona descarreguen per primer cop en la seva història el 4 de 8.

Resta del món
- 1759 - Beauport (Ciutat de Quebec, Quebec): l'exèrcit francès aguanta l'atac dels anglesos en la batalla de Beauport durant la Guerra Franco-Índia.
- 1895 - Sabino Arana funda l'Euzko Alderdi Jeltzalea – Partido Nacionalista Vasco (EAJ–PNV).
- 1917 - Passendale: Inici de la batalla de Passendale o Tercera batalla d'Ieper, batalla de la Primera Guerra Mundial, que enfronta els britànics i els seus Aliats contra l'Imperi alemany.[1]
- 1954 - K2 (Karakoram, Pakistan): Lino Lacedelli i Achille Compagnoni aconsegueixen pujar al segon cim més al de la Terra, el K2 (o Chogori), de 8.611 m, en una expedició italiana molt polèmica.
- 1999 - La NASA estavella intencionadament el Lunar Prospector sobre la Lluna; d'aquesta manera s'acaba la missió per detectar aigua gelada a la superfície del satèl·lit.
- 2022 - França: Annemiek van Vleuten guanya el primer Tour de França femení.

## Naixements
Països Catalans
- 1817 - Vilanova i la Geltrú: Josep Ferrer i Vidal, empresari, economista i polític català (m. 1893).[2]
- 1818 - Barcelona: Joaquim Rubió i Ors, escriptor català i president de l'Acadèmia de Bones Lletres de Barcelona, conegut també pel seu pseudònim lo Gayter del Llobregat.[3]
- 1880 - València: Manuel Penella Moreno, compositor valencià de sarsueles.
- 1891 - Castelló de la Plana: Juan Adsuara Ramos, escultor valencià.
- 1920 - Caldes de Montbui (Vallès Oriental): Joan Trochut Blanchard, tipògraf català.
- 1923 - Barcelona: Joan Vernet i Ginés, arabista català.
- 1924 - Alacant: Joana Concepció Francés, pintora valenciana que formà part del grup El Paso (m. 1990).[4]
- 1936 - Elisenda Ribas i Sallent, actriu catalana de teatre, cinema, televisió i doblatge (m. 2020).[5]
- 1951 - Madrid:Teresa Costa i Campí, economista i política catalana.[6]
- 1956 - Alboraia, Horta Nord: Joan Dolç i Balaguer, escriptor valencià, a més de productor audiovisual o fotògraf.
- 1961 - Taradell, Osona: Antoni Pladevall i Arumí, escriptor i professor català.
- 1973 - Figueres: Helena Tornero i Brugués, autora, directora, professora i traductora de teatre.[7]
- 1981 - Deià, Mallorca: Vicenç Reynés Mimó, ciclista mallorquí.
- 1982 - Torrent, València: Anabel Medina Garrigues, tennista valenciana, medallista olímpica.[8]
- 1988 - Barcelona: Mireia Miró, esquiadora de muntanya i corredora de muntanya catalana.[9]

Resta del món
- 1527, Viena, Àustria: Maximilià II del Sacre Imperi Romanogermànic, Emperador del Sacre Imperi, arxiduc d'Àustria, rei d'Hongria i de Bohèmia.
- 1702, Dole, França: Jean-Denis Attiret, missioner jesuïta, pintor a Pequín (m. 1768).[10]
- 1773, Carabanchel Alto: Teresa Cabarrús, aristòcrata espanyola (m. 1835).[11]
- 1822, Breslau, Prússia: Ferdinand von Strantz, cantant alemany.
- 1860, Filadèlfia: Mary Morris Vaux Walcott, artista i naturalista, pintora d'aquarel·les de flors de plantes silvestres (m. 1940).[12]
- 1897, Osca (Espanya): Ignacio Fleta Pescador, lutier aragonès que va viure a Barcelona.
- 1901, Le Havre (França): Jean Dubuffet, pintor i escultor francès (m. 1985).[13]
- 1902, Madrid: Julia Caba Alba, actriu espanyola (m. 1988).[14]
- 1910, Hawthorn, Austràlia: Dora Lush, microbiòloga australiana (m. 1943).[15]
- 1912, Nova York, Estats Units: Milton Friedman, economista estatunidenc guardonat amb el Premi Nobel d'Economia el 1976 (m. 2006).[16]
- 1914, Courbevoie, França: Louis de Funès, còmic francès (m. 1983).
- 1915, Nuño Gómez, Toledo (Espanya): Simón Sánchez Montero, polític espanyol, destacat dirigent del Partit Comunista d'Espanya (PCE) (m. 2006).[17]
- 1918, Provo (Utah, EUA): Paul Delos Boyer, químic nord-americà, Premi Nobel de Química de l'any 1997 (m. 2018).[18]
- 1919, Torí, Regne d'Itàlia: Primo Levi, escriptor italià d'origen jueu.[19]
- 1923, 
  - Madrid: Ana Mariscal, actriu, directora i productora cinematogràfica espanyola (m. 1995).[20]
  - New Kensington: Stephanie Kwolek, química polonesa-estatunidenca, inventora del Kevlar®, fibra d'alta resistència (m. 2014).[21]
- 1927, Mola di Bari, Pulla, Itàliaː Cecilia Mangini, fotògrafa i primera directora de cinema documental italiana (m. 2021).[22]
- 1930, Virubovo, Rússia: Oleg Popov, pallasso de la Unió Soviètica.
- 1933, La Haia, Països Baixos: Cees Nooteboom, escriptor i cronista de viatges dels Països Baixos que escriu en neerlandès.
- 1940, Zúric: Fleur Jaeggy, escriptora suïssa en llengua italiana.[23]
- 1944, 
  - Nova York, Estats Units: Robert Merton, economista estatunidenc guardonat amb el Premi Nobel d'Economia el 1997.[24]
  - Santa Mònica, Califòrnia, Estats Units: Geraldine Leigh Chaplin és una actriu cinematogràfica estatunidenca.
- 1958, Pittsburgh, Estats Units: Mark Cuban: empresari nord americà i propietari dels Dallas Mavericks.
- 1962, Florida, Estats Units: Wesley Snipes, actor nord americà.
- 1965, 
  - Yate, Regne Unit: J.K. Rowling, escriptora anglesa i creadora de Harry Potter.[25]
  - Logronyo: Elisa Beni, periodista espanyola, especialista en periodisme judicial.[26]
- 1975, Lisboa, Portugal: Lura, famosa cantant de Cap Verd, que interpreta música tradicional del país.[27]

## Necrològiques
Països Catalans
- 1410 - Barcelona: Martí l'Humà, Rei de la Corona d'Aragó, la seva mort sense descendència, provocarà el Compromís de Casp per a elegir un nou monarca.
- 1691 - Sogorb, Alt Palància: Crisóstomo Royo de Castellví, bisbe de Sogorb.
- 1936 - Barcelona: Miquel Augé i Vila, músic, compositor i mestre de capella (n. 1885).
- 1986 - Barcelona: Enric Casals i Defilló, violinista i compositor català (n. 1892).[28]
- 2021 - El Genovès, la Costera: Paco Cabanes Pastor, "el Genovès", pilotari valencià. És considerat una de les cinc figures del segle xx en l'escala i corda (n. 1954).[29]

Resta del món
- 1556 - Roma, Estats Pontificis: Ignasi de Loiola, fundador de la Companyia de Jesús.
- 1849 - Sighișoara, Transsilvània, Romania: Sándor Petőfi, poeta hongarès, mort en la batalla de Sighișoara.
- 1864 - París, França: Louis Hachette, editor francès.
- 1875 - Elizabethton, Tennessee (EUA): Andrew Johnson, fou el dissetè president dels Estats Units (n. 1808).[30]
- 1886 - Bayreuth, Baviera: Franz Liszt, compositor i pianista hongarès.[31]
- 1914 - París, França: Jean Jaurès, dirigent i polític francès (n. 1859).[32]
- 1926 - Nova York: Carlota Matienzo Román, mestra i feminista que desenvolupà la trajectòria professional a Puerto Rico (n. 1881).[33]
- 1909 - Teheran, Pèrsia: Fadl Allah Nuri, ulema contrari a la constitució de Pèrsia el 1906-1909 (executat).
- 1938 - Madrid, Espanya: José María Alvira Almech, compositor espanyol.
- 1944 - Antoine de Saint-Exupéry, escriptor, poeta i aviador francès.[34]
- 1952, Berlín: Clara Viebig, escriptora alemanya (n. 1860).[35]
- 1957, Viena: Helene Funke, pintora expressionista alemanya (n. 1869).[36]
- 1967 - Heidelberg (Alemanya): Richard Kuhn, químic germano-austríac, Premi Nobel de Química de 1938 (n. 1900).[37]
- 1972 - Braine-l'Alleud (Bèlgica): Paul-Henri Spaak, polític belga, tres vegades Primer Ministre de Bèlgica, que fou President de l'Assemblea Comuna de la Comunitat Europea del Carbó i l'Acer (CECA) i Secretari General de l'OTAN (n. 1899).[38]
- 2002 - Xangai, RP Xina: Pauline Chan Bo-Lin, actriu de cinema xinesa.
- 2003 - Hamden, Connecticut: Patricia Goldman-Rakic, biòloga en el camp de la neurociència, estudiosa del cervell (n. 1937).[39]
- 2010 - Roma: Suso Cecchi d'Amico, guionista italiana de cinema i televisió (n. 1914).[40]
- 2011 - Rosario: Ana María Zeno, metgessa, professora, ginecòloga, sexòloga argentina, pionera de la contracepció (n. 1922).[41]
- 2017 - 
  - París, França: Jeanne Moreau, actriu, directora de cinema i de teatre, guionista i escriptora francesa.[42]
  - Badajoz, Espanya: Kepa del Hoyo Hernández, activista polític basc, militant d'ETA.
- 2023 - París: Sophie Fillières, Guionista i director francès (n. 1964).

## Festes i commemoracions
- Vuité i darrer dia de les festes de Moros i Cristians de la Vila Joiosa (Marina Baixa).

### Santoral[43]

#### Església Catòlica[44]
- Sants i beats al Martirologi romà (2011): Ignasi de Loiola, fundador de la Companyia de Jesús (1556); Calímer de Milà, bisbe (s. II); Demòcrit, Secund i Dionís, màrtirs (s. III); Fabi, màrtir (303-304); Tertul·lí de Roma, màrtir (s. IV); Germà d'Auxerre, bisbe màrtir (448); Helena de Skövde, màrtir (s. XII); Pere Doàn Cong Quy, Emmanuel Phung, màrtirs (1859); Giustino de Jacobis, bisbe a Eritrea (1860).
  - Beats: Giovanni Colombini, fundador dels jesuats (1367), i Caterina Colombini, fundadora de les jesuates; Everard Hanse, prevere màrtir (1581); Nicolau Nagawara Keyan Fukunaga, samurai, frare i màrtir (1633); Jean-François Jarrige de la Morélie du Breuil, prevere màrtir (1794); Dionisio Vicente Ramos, Francisco Remón Játiva, màrtirs (1936); Jaume Buch i Canals, màrtir (1936); Mihail Ozieblowski, màrtir (1942); Franciszek Stryjas, màrtir (1944); Zdenka Schelingová, monja (1955).
- Sants no inclosos al Martirologi: Firm de Tagaste, bisbe; Neot de Cornualla, monjo (877-880).
- Beats no inclosos al Martirologi: Hermann de Niederaltaich, abat (1275).
- Venerables Goswin Nickel, jesuïta (1664); Elisabet-Alphonse-Marie Eppinger, fundadora (1867).

#### Església Copta
- 24 Abib: Abanub de Bahnessa, màrtir; Simó d'Alexandria, patriarca (700).

#### Església Ortodoxa (segons el calendari julià)
- Se celebren els corresponents al 13 d'agost del calendari gregorià.

#### Església Ortodoxa (segons el calendari gregorià)
Corresponen als sants del 18 de juliol del calendari julià.
- Sants: Emilià, màrtir; Atanasi de Klisma, màrtir (s. III-IV); Joan de Constantinoble, arquebisbe; Pambos, eremita (386?); Onesífor de Xipre; Jacint d'Amastris, màrtir (s. IV); Joan el Pacient, de les Coves de Kíev (1160); Foci de Xipre, màrtir; Pambos de les Coves de Kíev, reclòs (1241?); Lleonci de Karikhov, abat (1492); Apol·linar, màrtir (1918).

##### Església Ortodoxa Grega
- Dasi i Maró, màrtirs; Marcel, màrtir; Esteve d'Amasia, patriarca de Constantinoble (928); Joan de Calcedònia, metropolita (segle ix).

##### Església Ortodoxa Georgiana
- Cosme de Katxetien, monjo (1630).

#### Esglésies luteranes
- Josep d'Arimatea; Bartolomé de las Casas, bisbe de Chiapas (Església Evangèlica d'Alemanya).

#### Esglésies anglicanes
- Ignasi de Loiola, fundador.